# حسن تشب (مهاباد)
قرية حسن تشب (بالكردية: حەسەن چەپ) هي إحدى القرى التابعة لـمنغور الشرقية في ريف قسم خليفان من مقاطعة مهاباد، في محافظة أذربیجان الغربیة الإيرانية.

## السكان
حسب إحصاءات سنة 2006، بلغ إجمالي السكان في حسن تشب 108 نسمة وعدد المساكن 19 مسكن. لغة سكان حسن تشب هي اللغة الكردية و هم من أهل السنة والجماعة والمذهب الشافعي.